# Armando Gonçalves Teixeira
Armando Gonçalves Teixeira (nascut el 25 de setembre de 1976), més conegut com a Petit, és un exfutbolista portuguès jugava de centrecampista defensiu. Actualment és l'entrenador del Boavista FC.